# ناحیه استنفرد، شهرستان کلی، ایلینوی
ناحیه استنفرد، شهرستان کلی، ایلینوی (به انگلیسی: Stanford Township) یک منطقهٔ مسکونی در ایالات متحده آمریکا است که در شهرستان کلی، ایلینوی واقع شده‌است. ناحیه استنفرد ۵۹۹ نفر جمعیت دارد و ۱۳۷ متر بالاتر از سطح دریا واقع شده‌است.